# 廖麗君
廖麗君（1971年1月14日—），台湾歌仔戲女演員，出身於演藝世家，父母親帶領著兩個表演團體－歌仔戲（外台戲）和特技團。早期與歌仔戲小生黃香蓮在中視搭檔演出歌仔戲，也演出多部電視劇，曾用藝名依綾。

## 作品

### 電視劇
| 年 份  | 頻 道      | 劇 名                        | 飾 演            |
| 1982年 | 華視       | 《小李飛刀》                 | 龍小雲           |
| 1983年 | 華視       | 《紅樓夢》                   | 賈環             |
| 1983年 | 華視       | 《蕭十一郎》                 | 風五娘           |
| 1983年 | 華視       | 《中國神話故事》             | 哪吒             |
| 1983年 | 華視       | 《江南遊龍－玉羅剎》         | 古蓮             |
| 1984年 | 華視       | 《大俠沈勝衣－風雷引》       | 上官雲           |
| 1985年 | 中視       | 《飛燕驚龍》                 | 香香／李瑤香     |
| 1985年 | 中視       | 《爸爸原諒我》               |                  |
| 1986年 | 中視       | 《武林外史》                 | 朱六             |
| 1986年 | 中視       | 《挑伕》                     | 小釘兒           |
| 1987年 | 中視       | 《靈山神箭》                 | 江波帆           |
| 1989年 | 中視       | 《胭脂扣》                   | 小王爺（小寇兒） |
| 1992年 | 中視       | 《三目二郎神》               | 永樂公主         |
| 1993年 | 中視       | 《阿彌陀佛》                 | 阿修羅／水仙     |
| 1993年 | 中視       | 《再世緣》                   | 嬌嬌             |
|        | 中視       | 《周成過台灣》               | 周妻金枝         |
| 1995年 | 中視       | 《中原鏢局》                 | 袁小蝶（金飛燕） |
| 1996年 | 中視       | 《情字這條路》               | 何秀齡           |
| 1997年 | 台視       | 《中國怪談甘羅傳奇》         | 黃兒             |
| 1999年 | 民視       | 《白賊七》                   | 林八珍           |
| 1999年 | 台視       | 《赤腳婆》                   | 秦明珠           |
| 2000年 | 中視       | 《封神榜》                   | 招弟             |
| 2001年 | 中視       | 《怪俠歐陽德》               | 瑪瑙格格／黑明珠 |
| 2002年 | 中視       | 《順天聖母》                 | 鰲魚精（魚翠娘） |
| 2002年 | 三立台灣台 | 《戲說台灣－少年廖添丁》     | 王足             |
| 2003年 | 中視       | 《呂洞賓》                   | 蛇精（雪瓊）     |
| 2003年 | 三立台灣台 | 《鳥來伯與十三姨》           | 洪茶米           |
| 2004年 | 八大第一台 | 《真愛無悔》                 | 江素雲           |
| 2009年 | 公視       | 《青春歌仔》                 | 小青             |
| 2011年 | 江蘇衛視   | 《怪俠歐陽德》               | 花九娘           |
| 2012年 | 江蘇衛視   | 《薛平貴與王寶釧》           | 葛青             |
| 2017年 | 三立台灣台 | 《一家人》                   | 李惠安           |
| 2022年 | 三立台灣台 | 《戲說台灣－少年關公，降肉》 | 董超             |

### 電視歌仔戲
| 年 份  | 頻 道      | 劇 名                                | 飾 演            |
|        |            | 河洛歌仔戲：《花田錯》               | 周玉樓           |
| 1987年 | 中視       | 河洛歌仔戲：《義薄雲天》             | 喬宛玉           |
| 1988年 | 中視       | 黃香蓮歌仔戲：《漢宮怨》             | 韓英             |
| 1988年 | 中視       | 黃香蓮歌仔戲：《正德皇帝遊江南》     | 李鳳／李燕兒     |
| 1989年 | 中視       | 黃香蓮歌仔戲：《江南四才子》         | 春桃／秋香       |
| 1990年 | 中視       | 黃香蓮歌仔戲：《新钗頭鳳》           | 楊怡芳           |
| 1990年 | 中視       | 黃香蓮歌仔戲：《東漢演義》           | 小雨／陰麗華     |
| 1990年 | 中視       | 黃香蓮歌仔戲：《綠珠樓》             | 天香             |
| 1992年 | 中視       | 黃香蓮歌仔戲：《大唐風雲錄》         | 紅拂女（張出塵） |
| 1993年 | 中視       | 黃香蓮歌仔戲：《孟嘗君》             | 薛茵             |
| 1993年 | 中視       | 黃香蓮歌仔戲：《寶貝王爺貴千金》     | 珠兒             |
| 1994年 | 中視       | 黃香蓮歌仔戲：《逍遙公子》           | 樂平公主         |
| 1996年 | 中視       | 黃香蓮歌仔戲：《財神闖天關》         | 嚴世珍           |
| 1997年 | 中視       | 黃香蓮歌仔戲：《福氣神爺》           | 桃花             |
| 1997年 | 中視       | 黃香蓮歌仔戲：《臭頭洪武君》         | 馬玉鳳           |
| 1998年 | 中視       | 黃香蓮歌仔戲：《草鞋狀元郎》         | 徐玉春           |
|        | 三立台灣台 | 廟口歌仔戲：《親與仇》               | 李涼玉           |
|        | 三立台灣台 | 廟口歌仔戲：《銅雀煙雲》             | 崔晴娘           |
|        | 三立台灣台 | 廟口歌仔戲：《白賊皇帝》             | 花豔紅           |
|        | 三立台灣台 | 廟口歌仔戲：《異國鴛鴦恨》           | 孔梅玲           |
|        | 三立台灣台 | 廟口歌仔戲：《冰海奇緣》             | 鰱香             |
| 2013年 | 民視       | 陳亞蘭歌仔戲：《天龍傳奇》           | 羅瑤琴           |
| 2019年 | 台視       | 楊麗花歌仔戲：《忠孝節義－孝感動天》 | 阿黎             |
| 2022年 | 台視       | 陳亞蘭歌仔戲：《嘉慶君遊台灣》       | 衛金花           |

### 電影
| 年 份  | 片 名              | 飾 演      |
| 1982年 | 《小飛龍》         |            |
| 1983年 | 《河南嵩山少林寺》 |            |
| 1983年 | 《小小羊兒要回家》 |            |
| 1983年 | 《三十七計》       |            |
| 1987年 | 《報告班長》       | 胖妞       |
| 2016年 | 《大尾鱸鰻2》      | 老王的老婆 |

## 外部連結
- 廖麗君粉絲團
- 演員依綾廖麗君的新浪微博
- 廖麗君在互联网电影资料库（IMDb）上的資料（英文）